# 著作権管理団体
著作権管理団体（ちょさくけんかんりだんたい）あるいは著作権料徴収団体（ちょさくけんりょうちょうしゅうだんたい、英: copyright collective, copyright collecting agency, copyright collecting society）は、著作物を使用する様々な個人や集団から、著作権者に対する著作権使用料を代行して徴収する団体である。

## 団体の概要
当該団体は、作品に対するライセンスを与えたり、使用料を徴収する権限を持っている場合もある。この権限は、法令の一部、あるいは、著作権者との契約により、著作権者に利益を与えるために、使用される。
文学的芸術的作品の作者は、著作隣接権者と同じく、その作品の使用を許可もしくは禁止する排他的な権利を有する。しかし、利用者の個々人に対して権利を遂行できない場合や、個々の契約を結ぶことが適切でない場合、その利用数や利用形態を把握しているなら、著作権者は、著作権の権利遂行の代わりに、著作権料の徴収権を持つことになる。そして、その権利は著作権管理団体により管理される。
総合的な著作権管理に関する根底にある考えは広く共有されており、著作権管理団体は全ての先進国における鍵となる役割を果たしている。国々間の歴史的、法律的、経済的文化的な多様性により、著作権管理団体と団体が活動する市場の規制は、国により異なっている。ヨーロッパでは著作権管理団体はその構成員に対し、全ての作品に対し全ての排他的な管理権限を団体に移管することを求めている。アメリカ合衆国とカナダでは、著作権管理団体とその構成員が同じ権利を同時に保有するという緩やかなルールとなっている。

## 団体の役割
著作権管理団体は、著作権管理の外部委託の役割を持つ組織である。著作権管理団体の役割には以下のものがある。
1. 非排他的なライセンスの販売
2. 著作権料の徴収
3. 徴収した著作権料の分配
4. 他の著作権団体との相互調整
5. 著作権の強化

著作権管理団体は公演や再版のライセンス料の交渉や、ロビー活動を通じて集団に利益となるような法律の制定の活動を行う。
著作権管理団体は包括ライセンスも販売しており、それは、ある一定期間、その団体が管理している曲をどれでも演奏する権利を与えるというものである。その様なライセンスは、多数の作曲家、作詞家、出版社により保有されている多数の歌を、単年の間、利用を許可するというもので、例えば、放送局などに与えられる。また、団体は音楽を複製配布する利用者のための個別ライセンスも販売している。例えば、AppleはiTunes Storeにおけるダウンロード記録を提出しなくてはならず、それらにより、著作権料をいくら支払うかが決定される。
アメリカ合衆国やカナダにおいては、著作権のうち、演奏権を扱う団体を演奏権管理団体（PRO）と呼ぶ。他の団体、例えば芸術家の集団の組織は、作者が生存しているか、最近死亡してまだ作品がパブリックドメインになっていない絵画の複製に対する著作権料の徴収やライセンス管理を行なっている。これらには、カナダでのアクセス・コピーライトの様な雑誌や学術誌からの複写に対する著作権料の収集を行っている団体も存在する。